# Daleville (Virginie)
Daleville est une census-designated place située dans le comté de Botetourt, dans l’État de Virginie, aux États-Unis. Lors du recensement de 2020, elle comptait 3 070 habitants.